# Das Geheimnis meines Vaters
Das Geheimnis meines Vaters ist die achte deutsche Telenovela, die vom 15. August bis zum 10. November 2006, immer dienstags bis freitags um 18:50 Uhr im Ersten, ausgestrahlt wurde.

## Hintergrund
Das Geheimnis meines Vaters war eine Produktion der Studio Hamburg Produktion GmbH. Auftraggeber der neuen Telenovela, die im Milieu einer Seifen- und Parfummanufaktur spielte, war die ARD-Werbung.
Die Head-Autoren der Serie waren Markus Stromiedel und Frank Hemjeoltmanns. Für die Chefregie zeichnete Karen Müller verantwortlich. Die Dreharbeiten fanden vom 3. Juli bis zum 29. August in Hamburg (Studio) und Wismar (Außendreh) statt.
Das Geheimnis meines Vaters war die erste tägliche Serie, die im Breitbildformat 16:9 ausgestrahlt wurde. Aufgrund der für den Sender nicht zufriedenstellenden Quoten wurde die Serie nicht fortgesetzt.

## Handlung
Im Mittelpunkt steht Jule (27), die aus Berlin in ihre Heimatstadt Wismar zurückkehrt, weil ihr Vater verschwunden ist. Mit aller Energie stürzt sie sich in die Ermittlungen, begegnet dabei ihrer großen Liebe und kommt einem Familiengeheimnis auf die Spur, zu dem sie selbst der Schlüssel ist.

## Wissenswertes
- Die gesamte Serie ist auf DVD erhältlich.
- Anna Voy Kunith, Sven Waasner und Heike Trinker waren als einzige Darsteller in allen 49 Folgen zu sehen.
- Die wenigsten Auftritte hatten Kai Albrecht (15) und Hartmut Volle (22). Den wenigsten Text hatte René Schoenenberger (Rolle lag rund 25 Folgen im Koma).
- Diverse Darsteller spielten und spielen in weiteren Telenovelas mit: Anna Voy Kunith und Kai Albrecht spielten zuvor bei Sophie – Braut wider Willen (2006) mit; Igor Jeftić 2007 bei Verliebt in Berlin; Knud Riepen (2007–2008), Astrid Posner (2008) und Kai Albrecht (2009–2010) waren in Rote Rosen zu sehen; Heike Jonca war von 2008 bis 2012 bei Anna und die Liebe zu sehen, Helmut Rühl hatte dort 2008 ebenfalls einen Auftritt; Heike Trinker (2008–2009), Mareike Lindenmeyer (2012–2013) und Kai Albrecht (2014–2016) gehörten bei Sturm der Liebe zum Stammensemble, Sven Waasner tut dies seit 2020 ebenfalls; Andi Slawinski spielte 2009 bei Alisa – Folge deinem Herzen mit.
- Christian Rogler (als Dr. Robrahn Folge 8–44) hatte in dieser Serie einen Gastauftritt.

## Besetzung
| Schauspieler        | Rollenname                           | Folgen          |
| ------------------- | ------------------------------------ | --------------- |
| Anna Voy Kunith     | Jule Kämpe, adopt., geb. Paula Kämpe | 1–49            |
| Sven Waasner        | Kai Feldmann                         | 1–49            |
|                     |                                      |                 |
| Kai Albrecht        | Nick Berger                          | 1, 5, 15-26, 49 |
| Heike Jonca         | Christa Jannsen                      | 1–49            |
| Mareike Lindenmeyer | Sandra Locke                         | 1–49            |
| Christian Pätzold   | Georg Kämpe                          | 1–49            |
| Astrid Posner       | Kirsten Reinecke                     | 1–49            |
| René Schoenenberger | Oskar Kämpe                          | 1, 5–49         |
| Andi Slawinski      | Thorsten Kämpe                       | 1–49            |
| Heike Trinker       | Ingrid Kämpe, geb. Grabow            | 1–49            |
| Knud Riepen         | Helge Blechschmidt                   | 1–49            |
| Helmut Rühl         | Bodo Weckert                         | 2–49            |
| Hartmut Volle       | Wolfgang Feldmann                    | 2–3, 7, 14-49   |
| Reinhard Krökel     | Gustav „Scholle“ Scholz              | 3–45, 49        |
| Karsten Dahlem      | Pit Harms                            | 3–33, 41–49     |
| Rainer Winkelvoss   | Manfred Esser                        | 3–49            |
| Igor Jeftić         | Robert Steinbrenner                  | 4–49            |